# South Abaco District
South Abaco District är ett distrikt i Bahamas. Det ligger på ön Abaco i den norra delen av landet, 110 km norr om huvudstaden Nassau.